# Venzolasca
Venzolasca is een gemeente in het Franse departement Haute-Corse (regio Corsica). Venzolasca telde op 1 januari 2022 1.840 inwoners.

## Geografie
De oppervlakte van Venzolasca bedroeg op 1 januari 2022 16,15 vierkante kilometer; de bevolkingsdichtheid was toen 113,9 inwoners per km².
De onderstaande kaart toont de ligging van Venzolasca met de belangrijkste infrastructuur en aangrenzende gemeenten.

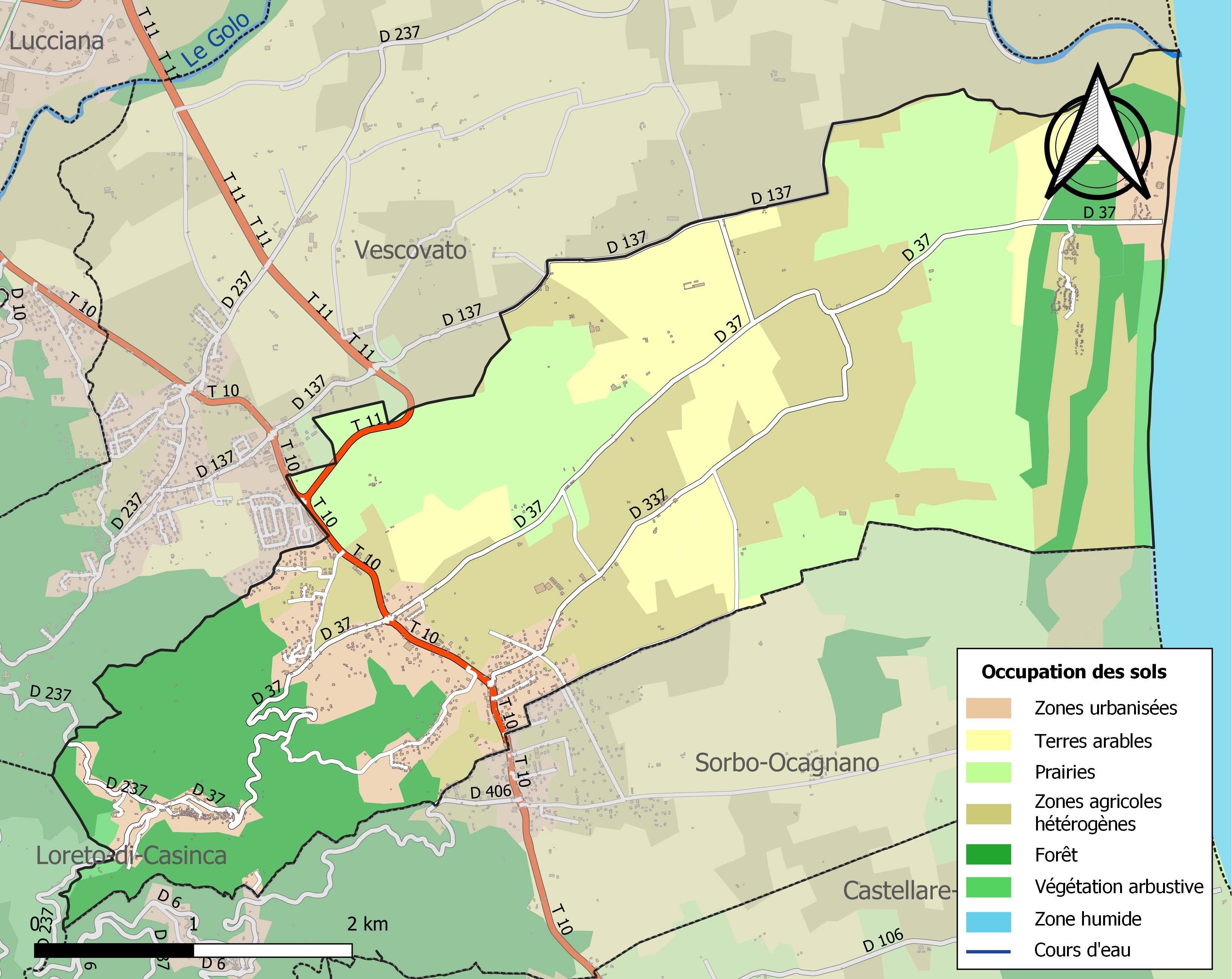

## Demografie
Onderstaande figuur toont het verloop van het inwonertal (bron: INSEE-tellingen).

Vanwege een beveiligingsprobleem met de MediaWiki Graph-software is het momenteel niet mogelijk deze grafiek weer te geven. Zodra de software is bijgewerkt zal de grafiek vanzelf weer zichtbaar worden.

## Geboren
- Frédéric Antonetti (8 oktober 1954), voetballer en trainer